# Општина Перушић
Општина Перушић се налази у Лици у саставу Личко-сењске жупаније, Република Хрватска. Сједиште општине је у Перушићу.

## Географија
Општина се налази у централном дијелу Личко-сењске жупаније. На сјеверу граничи са градом Оточцем, на југу са градом Госпићем. Источно се налази општина Плитвичка Језера, западно је град Сењ. Обухвата сјеверозападни дио Личког поља.

## Историја
У Косињу, штампана је једна од најстаријих књига у овом дијелу Европе. До територијалне реорганизације у Хрватској општина се налазила у саставу бивше велике општине Госпић.

## Насељена мјеста
Општину чине насеља:
| - Баковац Косињски - Буковац Перушићки - Горњи Косињ - Доњи Косињ - Калуђеровац - Кварте - Кленовац - Коњско Брдо - Коса Јањачка | - Крш - Липово Поље - Мало Поље - Мезиновац - Млаква - Перушић - Прван Село - Село Свети Марко - Студенци |

## Становништво
Општина Перушић по попису становништва из 2001. године је имала 3.494 становника. Општина Перушић је према попису из 2011. године имала 2.638 становника.
| Попис 2011.‍        | Попис 2011.‍        | Попис 2011.‍ | Попис 2011.‍ | Попис 2011.‍ |
| ------------------ | ------------------ | ----------- | ----------- | ----------- |
|                    |                    |             |             |             |
| Хрвати             | Хрвати             |             | 2.380       | 90,22%      |
| Срби               | Срби               |             | 224         | 8,49%       |
| остали и непознато | остали и непознато |             | 34          | 1,29%       |
| укупно: 2.638      |                    |             |             |             |